# روکسکیل
روکسکیل (به آلمانی: Rockeskyll) یک شهر در آلمان است که در فولکانایفل واقع شده‌است. روکسکیل ۲۸۶ نفر جمعیت دارد.